# Seicher

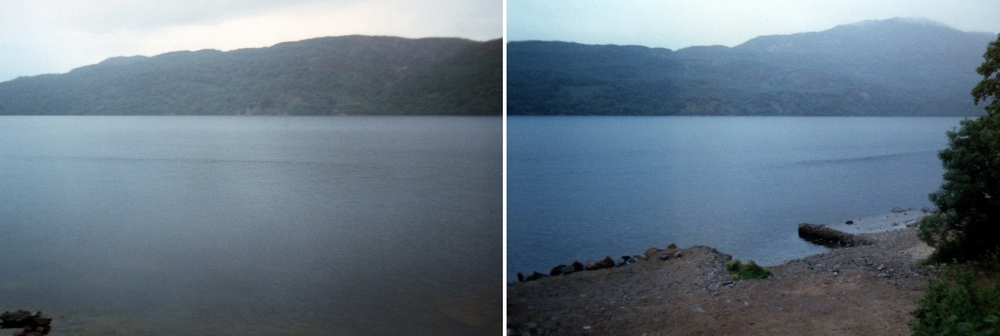
Seicher i Loch Ness.

Seicher är ett svängningsfenomen med en stående våg som uppstår i en tank eller i en långsmal sjö eller havsvik.
Fenomenet är lätt att åstadkomma i till exempel en badbalja genom att lyfta upp ena änden och sedan släppa ner det. Vattnet rör sig då fram och tillbaka i baljan så att ytan höjs i ena ändan samtidigt som den sänks i den andra. I mitten är vattennivån oförändrad.
Seicher förekommer även i naturen, företrädesvis i långsmala sjöar och havsvikar. Vanligen uppstår det av att vinden lägger sig efter att under en längre tid blåst i samma riktning. Medan vinden blåste pressades vattnet upp i ena änden, s.k. vindstuvning/uppstuvning. När vinden lägger sig strömmar vattnet tillbaka, och systemet hamnar i svängning. Den skvalpande rörelsen kan också uppstå genom en skillnad i lufttryck mellan båda sidor. I mitten av sjön (i noden) håller sig vattennivån konstant, men här är strömhastigheten störst. I ändarna (i antinoderna) är vattenståndsförändringarna störst, men strömningen, den horisontella rörelsen, minst. En seicher kan även uppvisa flera noder.
Den första att studera fenomenet var den schweiziske hydrologen François-Alphonse Forel som 1890 observerade hur vattennivån omväxlande höjde sig och sänkte sig i Genèvesjöns ändar. Ordet "seicher" kommer från franskans schweiziska dialekt och betyder "att gunga fram och tillbaka". Ordet har använts en längre tid i regionen för att beskriva svängningarna i alpsjöar. I Sverige finns fenomenet exempelvis i Vättern och i Östersjön i systemet egentliga Östersjön-Finska viken. 
Den naturliga perioden för seicher beskrivs av formeln:
{\displaystyle T={\frac {2L}{\sqrt {gd}}}}
där L är sjöns längd, d medeldjupet och g tyngdaccelerationen (cirka 9,82 m/s2).